# Verticordia comosa
Verticordia comosa är en myrtenväxtart som beskrevs av Alexander Segger George. Verticordia comosa ingår i släktet Verticordia och familjen myrtenväxter. Inga underarter finns listade i Catalogue of Life.